# Župa (gmina Tutin)
Župa (cyr. Жупа) – wieś w Serbii, w okręgu raskim, w gminie Tutin. W 2011 roku liczyła 654 mieszkańców.